# Joni Mitchell
Joni Mitchell (rođena kao Roberta Joan Anderson; Fort Macleod, Kanada, 7. studenog 1943.) kanadska je glazbenica, kantautorica i slikarica.
Mitchell je počela pjevati u noćnim klubovima zapadne Kanade, a zatim je svirala i pjevala na ulicama Toronta. Sredinom 1960-ih otišla je u New York, kako bi se pridružila tamošnjoj folk sceni i snimila svoj debi album 1968., istovremeno stekavši slavu kao autorica tekstova ("Urge for Going", "Chelsea Morning", "Both Sides Now", " Woodstock") i kao pjevačica. Nakon što se nastanila u južnoj Kaliforniji, Mitchell je odigrala ključnu ulogu u folk rock pokretu, koji je dominirao glazbenom scenom u to vrijeme. “Blue”, njezin album iz 1971. temeljen na osobnim iskustvima, smatra se jednom od najupečatljivijih i najutjecajnijih ploča svih vremena. Mitchell je također imala pop hitove kao što su "Big Yellow Taxi", "Free Man in Paris" i "Help Me", posljednja dva s uspješnog albuma “Court and Spark” iz 1974.
Michellein sopran, karakterističan stil sviranja harmonijske gitare i klavirski aranžmani postali su sve složeniji 1970-ih. U njezinim pjesama osjetio se utjecaj jazza u kombinaciji s popom, folkom i rockom na eksperimentalnim albumima kao što je “Hejira” iz 1976. Blisko je surađivala s velikanima jazza, među kojima su: Pat Matthias, Wayne Shorter, Jaco Pastorius, Herbie Hancock i na posmrtno izdanoj ploči Charlesa Mingusa iz 1979. Tijekom 1980-ih Mitchell se manje fokusirala na snimanje i izvođenje glazbe, već se više okrenula popu, često koristeći sintesajzere, kao i eksplicitno politički sadržaj pjesama, u kojima je izražavala protest zbog društvenih i ekoloških problema.
Cijenjena je kod kritičara i kolega glazbenika. Časopis “Rolling Stone” nazvao ju je "jednom od najvećih tekstopisaca svih vremena", dok Allmusic tvrdi "Kad se prašina slegne, Joni Mitchell bi mogla biti najvažnija i najutjecajnija glazbenica kasnog 20. stoljeća." Pred kraj stoljeća, Mitchell je imala izniman utjecaj na glazbenike različitih žanrova - od R&B-a preko alternativnog rocka do jazza. Mitchell je također vizualna umjetnica. Ilustrirala je svoje albume, a 2000. za sebe je rekla da je "slikarica koju su okolnosti izbacile iz tračnica". Mitchell je poznata i kao izrazito oštra kritičarka glazbene industrije, a posljednjih je godina prestala snimati albume kako bi se posvetila slikanju. Godine 2007. izdala je „Shine”, svoj prvi album nakon devet godina.